# Marcel Dassault
Marcel Dassault (rodným jménem Marcel Bloch; 22. ledna 1892 – 17. dubna 1986) byl francouzský letecký průmyslník, konstruktér, politik a zakladatel francouzského leteckého výrobce Dassault Aviation.

## Biografie
Narodil se v Paříži do židovské rodiny a po absolvování škol Condorcet, Breguet a SUPAERO (kde chodil do jedné třídy s Michailem Gurjevičem, pozdějším spoluzakladatelem společnosti MiG) vyvinul typ letecké vrtule, kterou francouzská armáda použila během první světové války. V roce 1919 se oženil s Madeline Minckles ze zámožné židovské rodiny a společně měli syny Clauda a Sergeho (1925–2018). Bloch rovněž založil leteckou společnost Société des avions Marcel Bloch, a po jejím znárodnění v roce 1936 za Lidové fronty zůstal jejím ředitelem.
Během druhé světové války byl kvůli svému židovskému původu a pro odmítnutí spolupráce s německým leteckým průmyslem deportován do koncentračního tábora Buchenwald, zatímco jeho manželka byla internována nedaleko Paříže. Po válce si změnil příjmení, a to nejprve na Bloch-Dassault a posléze na Dassault. Šlo o krycí jméno, které jeho bratr, generál Darius Paul Bloch, používal ve francouzském odboji, a je odvozeno z char d'assault, což je francouzský výraz pro bitevní tank. V roce 1947 konvertoval k římskokatolické církvi. V následujících letech vybudoval předního francouzského výrobce vojenských letadel, firmu Avions Marcel Dassault (od r. 1990 se jmenuje Dassault Aviation).
V letech 1951 až 1955 a poté 1958 až do své smrti byl členem Národního shromáždění. Zemřel v Neuilly-sur-Seine ve věku 94 let a je pochován na hřbitově Passy v 16. pařížském obvodu.